# Violência étnica no Burundi em 1993

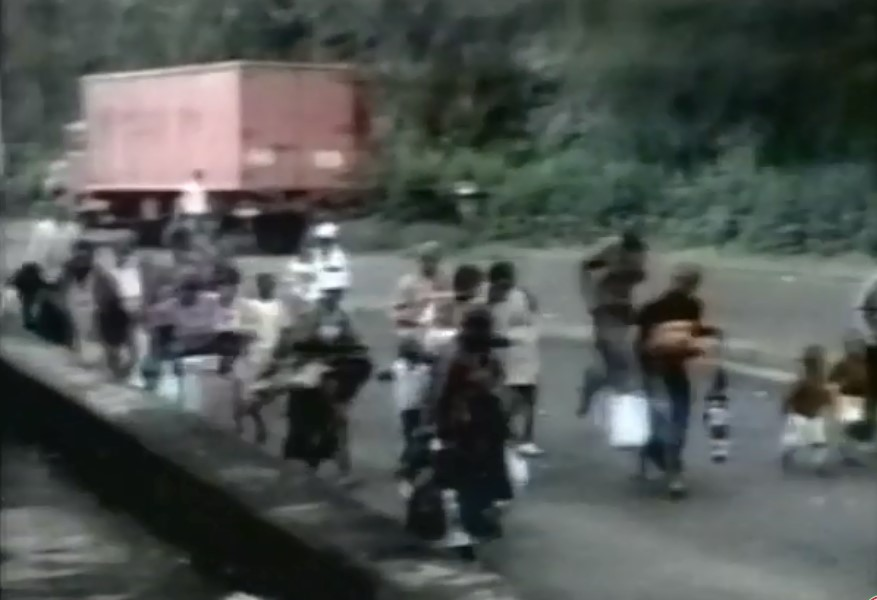
Burundianos fugindo durante a violência de 1993.

Violência étnica no Burundi em 1993 resultaram em assassinatos em massa dos tutsis pela população de maioria hutu no Burundi, que foram descritos como genocídio no relatório final da Comissão Internacional de Inquérito para o Burundi apresentado ao Conselho de Segurança das Nações Unidas em 1996.

## Prelúdio
Em junho de 1993, no Burundi, o Partido Hutu, Frente para a Democracia no Burundi (Front pour la Démocratie au Burundi, FRODEBU), e seu candidato presidencial, Melchior Ndadaye, venceram as eleições e formaram o primeiro governo hutu no país. As tensões começaram a aumentar quase imediatamente. Pequenos bandos de 'gangues' hutus e tutsis lutaram consistentemente tanto na capital, Bujumbura, como nos arredores dela, muitas vezes se transformando em grupos maiores armados com machetes e atacando uns aos outros.

## Massacres
As tensões finalmente atingiram o auge em 21 de outubro de 1993, quando o presidente Ndadaye foi assassinado durante uma tentativa de golpe de Estado, e o país entrou em um período de conflito civil. Algumas estruturas da FRODEBU  responderam violentamente ao assassinato de Ndadaye, matando "possivelmente até 25.000 tutsis".  Tentando restabelecer a ordem, elementos do exército do Burundi e civis tutsis  lançaram ataques contra hutus, incluindo civis inocentes, bem como os rebeldes, resultando em "pelo menos tantas" mortes quanto as causadas pela rebelião inicial.
As estimativas iniciais do número de mortes causadas pela violência étnica variaram de 25.000 a 500.000. Um estudo conjunto conduzido pelo Fundo de População das Nações Unidas e pelo governo do Burundi em 2002 estimou o número de pessoas mortas de 21 de outubro a 31 de dezembro de 1993 em 116.059, com pelo menos 100.000 mortes ocorrendo no final de outubro. Ainda não está claro qual proporção dessas vítimas eram tutsis e qual proporção eram hutus. 

## Avaliação da violência como genocídio
Em maio de 1994, uma comissão de investigação preliminar da ONU determinou que os massacres dos tutsis não faziam parte de "nenhum plano premeditado de extermínio do grupo étnico tutsi pelos hutus".  Por outro lado, no ano seguinte, a Comissão Internacional de Inquérito do Burundi concluiu que os assassinatos constituíram "um esforço para destruir completamente o grupo étnico tutsi. Os tutsis não foram simplesmente mortos em um surto de violência, mas sistematicamente caçados ... evidências são suficientes para estabelecer que atos de genocídio contra a minoria tutsi ocorreram no Burundi em 21 de outubro de 1993 e nos dias seguintes".  A questão de saber se os assassinatos de tutsis surgiram de um genocídio planejado ou de uma violência espontânea permanece fortemente disputada entre os acadêmicos e os burundianos que vivenciaram os eventos.  O acadêmico Nigel Watt considerou a violência como um "genocídio duplo", com o primeiro sendo perpetrado por hutus contra tutsis e o segundo cometido pelo exército contra hutus. 

## Legado
Os assassinatos receberam pouca cobertura na mídia internacional ou dos meios acadêmicos. Os tutsis burundianos atribuem mais importância aos massacres de 1993 em relação ao Ikiza de 1972, que os hutus enfatizam.  Alguns burundianos percebem ambos os eventos como genocídios dignos de memória, mas geralmente facções se formaram para reivindicar a precedência de um evento sobre o outro e recordá-los neste sentido. Os ideólogos tutsis radicais, embora enfatizem que os eventos de 1993 foram um genocídio visando os tutsis, frequentemente negligenciam de mencionar os milhares de hutus mortos pelo exército durante o mesmo período e a fuga de outros milhares como refugiados para Ruanda.  O governo do Burundi ergueu um monumento em 2010 para homenagear as vítimas de toda a violência pós-colonial no país.

### Obras citadas
- Bentrovato, Denise (2019). «Burundi». The Palgrave Handbook of Conflict and History Education in the Post-Cold War Era. Cham: Palgrave Macmillan. ISBN 9783030057213
- Bundervoet, Tom (Maio de 2009). «Livestock, Land and Political Power: The 1993 Killings in Burundi». Journal of Peace Research. 46 (3): 357–376. doi:10.1177/0022343309102657
- International Commission of Inquiry for Burundi: Final Report  by the United States Institute of Peace, United Nations S/1996/682; received from Ambassador Thomas Ndikumana, Burundi Ambassador to the United States, 7 de Junho de 2002
- Lemarchand, René (1996). Burundi: Ethnic Conflict and Genocide, Cambridge University Press, ISBN 0-521-56623-1
- Lemarchand, René (2009). The Dynamics of Violence in Central Africa. [S.l.]: University of Pennsylvania Press. ISBN 9780812241204
- Longman Timothy Paul (1998), Human Rights Watch (Organization), Proxy Targets: Civilians in the War in Burundi, Human Rights Watch, ISBN 1-56432-179-7
- Totten, Samuel;  Parsons, William S.  Charny Israel W. (2004) Century of Genocide: Critical Essays and Eyewitness Accounts Routledge, ISBN 0-415-94430-9, ISBN 978-0-415-94430-4
- Schweiger, Romana (Julho de 2006). «Late Justice For Burundi». The International and Comparative Law Quarterly. 55 (3): 653–670. JSTOR 4092644
- Turner, Simon (2012). Politics of Innocence: Hutu Identity, Conflict and Camp Life. [S.l.]: Berghahn Books. ISBN 9780857456090
- Watt, Nigel (2008). Burundi: Biography of a Small African Country. [S.l.]: Hurst & Company. ISBN 9781850659174

- Este artigo foi inicialmente traduzido, total ou parcialmente, do artigo da Wikipédia em inglês cujo título é «1993 ethnic violence in Burundi».